# Norman Ashe
Norman Ashe (sinh ngày 16 tháng 11 năm 1943) là một cựu cầu thủ bóng đá người Anh thi đấu ở Football League cho Aston Villa và Rotherham United.